# Mercedes F1 W06 Hybrid
A Mercedes F1 W06 Hybrid egy Formula–1-es versenyautó, amelyet a Mercedes AMG F1 tervezett a 2015-ös Formula–1 világbajnokságra. Az autót Lewis Hamilton (2008 és 2014 világbajnoka) és Nico Rosberg vezette. Megnevezésében a Hybrid a hibrid hajtásláncra való utalást jelentette. Ebben az évben a Mercedes csapata sorozatban másodszor nyerte meg mind az egyéni, mind a csapatvilágbajnokságot, hasonló dominanciával, mint az előző évben.

## Áttekintés
Az autó gyakorlatilag elődjének, a W05-nek az áttervezése, minimális módosításokkal. A szabályváltozások előírták az orr-rész és az első szárnyak kiképzésének módját, ez láthatóan meg is változott az autón, illetve az első felfüggesztés egyes elemein látható még szemrevételezhető különbség.
Év közben néhány fejlesztést eszközöltek, ezek közül nem mindegyik volt tartós. Kínában az első szárnyak szélein található terelőelemek kaptak szögletes lezárást, a hátsó szárnyak végére pedig bevágások kerültek, a nagyobb végsebesség érdekében. Spanyolországban keskenyebb oldaldobozok és az ahhoz kapcsolódó kisméretű alsó légbeömlők jelentek meg. Jelentősebb változtatás volt még a kanadai nagydíjon bevetett hatékonyabb hűtés, aminek köszönhetően a motorháztető kissé kidomborodott, Belgiumban és Olaszországban pedig egy íves hátsó szárnyat használtak.

## A szezon
Az autó először a szezon előtti teszteken mutatkozott be, ahol a két pilóta mellett Pascal Wehrlein vezethette. A 12 napos tesztidőszakban 1340 kört tettek meg összesen, és már ekkor érződött, hogy ez a konstrukció is hasonlóan erős lesz, mint a W05-ös.
Statisztikailag ez be is igazolódott, ugyanis ha csak a pontok mennyiségét nézzük, amit a csapat gyűjtött, a 817 elérhető pontból 703-at szereztek meg, azaz az összes elérhető pont 86 százalékát. Kilenc egymást követő versenyen is mindkét versenyző dobogóra állhatott, ami a Ferrari 1952-es rekordjának a beállítása volt. Négy futammal az idény vége előtt az orosz nagydíjon biztosította be a csapat a konstruktőri címet, Hamilton pedig Amerikában, egy versennyel később. 19 futamból 16-ot nyert meg a csapat, ebből tízet Hamilton, hatot Rosberg szerzett, egy kivételével az összes pole pozíciót bezsebelték (11-et Hamilton, hetet Rosberg). 13 leggyorsabb kört szereztek, az időmérőkön tizenötször volt az övék az első sor, tizenkétszer pedig kettős győzelmet arattak.
A szezon ismét dominánsan kezdődött: Hamilton pole pozíciót szerzett, és nyert, Rosberg második lett, mögöttük Sebastian Vettel több mint fél perc hátrányban lett harmadik. Malajziában Hamilton ismét pole-t szerzett, de Vettel bejött másodikak, megszakítva egy kilenc versenyes első sor-sorozatot, majd meg is nyerte a futamot, mellyel mindössze három ponttal állt Hamilton mögött a világbajnoki összetettben ekkor. Kínában aztán megint kettős győzelmet arattak, Hamiton második mesterhármasával (pole pozíció, futamgyőzelem, leggyorsabb kör). Bahreinben Hamilton ismét nyert, Rosberg pedig csak harmadik lett, mert fékproblémái miatt az utolsó körben megelőzte őt Kimi Raikkönen. Rosberg a spanyol futamon pole pozíciót szerzett és győzött is, Hamilton második lett.
Monacóban hasonló eredmény nézett ki, csak fordítva: ezúttal Hamilton volt a pole-ban és ebből kifolyólag kedvezőbb helyzetben, Rosberg csak a második helyről indult. Hamilton sokáig vezette is a versenyt, míg a 64. körben Max Verstappen és Romain Grosjean balesete miatt bevetették a virtuális biztonsági autót (a Formula–1 története során először), amit aztán gyorsan igazi biztonsági autóra váltottak. Hamilton 20 másodperces előnye elolvadni látszott, ezért gyorsan kihívták kerékcserére, hogy még az üldözőboly elé kerüljön vissza. Azonban a Mercedes garázsában elszámították magukat, és Hamiltont nemcsak Rosberg, de még Vettel is megelőzte, és később nem is tudott előrelépni, így csak harmadik lett a biztos győzelem helyett.
Kanadában és Ausztriában feledtették a fiaskót újabb kettős győzelmekkel. A brit nagydíjon a két Mercedest komolyan elkezdte szorongatni a két Williams, kettős győzelmüket kizárólag a jó boxtaktikának, valamint az eleredő esőnek köszönhették, mert ilyen körülmények közt a Williamsek nem tudták tartani a tempót. A magyar nagydíjon ugyan az első sorból indulhattak, de nem zártak jó hétvégét: rossz rajtot vettek, Hamilton boxutca-áthajtásos büntetés miatt csak hatodik lett, Rosberg pedig egy defekt miatt esett vissza. Mivel nem állhattak dobogóra, megszakadt a kettős dobogó-rekordszéria, valamint a 28 verseny óta tartó dobogós széria is.
Belgiumban Hamilton pole pozíciót szerzett, így már ezen a versenyen elnyerte az FIA pole pozíciókért járó serlegét, mert a 19 lehetséges versenyből 10-en diadalmaskodott. A versenyen aztán újabb kettős győzelmet arattak. Hamilton élete második Grand Slamjét érte el az olasz futamon, ahol a pole pozíció, a leggyorsabb kör és a győzelem mellett azt is elmondhatta, hogy minden körben ő vezette a versenyt - de emellett még a három szabadedzésen és az időmérő edzés mindhárom szakaszában is ő volt a leggyorsabb. Ezzel szemben Rosberg rossz versenyt futott: a Mercedes új motort adott neki, ám abban az egyik komponens meghibásodott, és emiatt vissza kellett cserélni azt egy régi, elhasznált motorra. Az pedig a gyengébb teljesítménye miatt az időmérő edzésen sem remekelt, ráadásul a futam vége előtt az is elromlott.
Szingapúr egyáltalán nem feküdt a Mercedeseknek, csak az ötödik és hatodik helyre kvalifikálták magukat. Ezen a futamon Hamilton ki is esett, Rosberg pedig csak negyedik lett. Japánban visszatértek régi formájukhoz, tizedszer szereztek első sort, és ha Hamiltoné lett volna a pole, újabb Grand Slamet húzhatott volna be, annyira dominált. Oroszországban Rosberg a gázpedál hibája miatt kiesett, Hamilton viszont nyert, ezzel a Mercedes már konstruktőri bajnok lett. A következő, amerikai futamon a rossz időjárás miatt az időmérő edzés Q2-ben elért eredményei számítottak, így Rosberg került a pole-ba. Hamilton viszont jobb rajtot vett, és bár később visszaszerezte a vezetést, a 48. körben megcsúszott, és ez elég volt ahhoz, hogy Hamilton újra győzzön, és megszerezze harmadik világbajnoki címét.
Az év hátralévő három versenyét Rosberg nyerte meg, Hamilton pedig második lett, így újabb kettős győzelmeket arattak.

## Rekordok
Az F1 W06 Hybrid az alábbi rekordokat érte el, és amelyeket a 2023-as idénnyel bezárólag tart is:
- százalékosan a legtöbb begyűjtött pont (86,04, azaz 703 pont a lehetséges 817-ből)[14]
- százalékosan a legtöbb dobogós helyezés (84,21%, 32 a 38-ból)[14]
- a legtöbb kettős győzelem egy idényben (12)[14]
- a legtöbb első sor megszerzése időmérő edzésen (15)[14]
- a leghosszabb kettős dobogós sorozat (9)

Sokáig ez az autó tartotta a legtöbb pont (703), a legtöbb győzelem egy évben (16), a legtöbb pole pozíció (18) és a legtöbb dobogó (32) rekordját is, azonban ezek utóbb megdőltek, javarészt utódja, a W07 Hybrid által.

## Eredmények
(Félkövér jelzi a pole pozíciót; dőlt betű a leggyorsabb kört)
| Év        | Csapat                        | Motor                       | Gumik | Pilóták        | Nagydíjak  | Nagydíjak | Nagydíjak | Nagydíjak | Nagydíjak     | Nagydíjak | Nagydíjak | Nagydíjak | Nagydíjak      | Nagydíjak    | Nagydíjak | Nagydíjak   | Nagydíjak | Nagydíjak | Nagydíjak   | Nagydíjak | Nagydíjak | Nagydíjak | Nagydíjak               | Pontok | Helyezés |
| Év        | Csapat                        | Motor                       | Gumik | Pilóták        | Ausztrália | Malajzia  | Kína      | Bahrein   | Spanyolország | Monaco    | Kanada    | Ausztria  | Nagy-Britannia | Magyarország | Belgium   | Olaszország | Szingapúr | Japán     | Oroszország | USA       | Mexikó    | Brazília  | Egyesült Arab Emírségek | Pontok | Helyezés |
| --------- | ----------------------------- | --------------------------- | ----- | -------------- | ---------- | --------- | --------- | --------- | ------------- | --------- | --------- | --------- | -------------- | ------------ | --------- | ----------- | --------- | --------- | ----------- | --------- | --------- | --------- | ----------------------- | ------ | -------- |
| 2015      | Mercedes AMG Petronas F1 Team | Mercedes-Benz PU106B Hybrid | P     | Nico Rosberg   | 2          | 3         | 2         | 3         | 1             | 1         | 2         | 1         | 2              | 8            | 2         | 17†         | 4         | 2         | KI          | 2         | 1         | 1         | 1                       | 703    | 1.       |
| 2015      | Mercedes AMG Petronas F1 Team | Mercedes-Benz PU106B Hybrid | P     | Lewis Hamilton | 1          | 2         | 1         | 1         | 2             | 3         | 1         | 2         | 1              | 6            | 1         | 1           | KI        | 1         | 1           | 1         | 2         | 2         | 2                       | 703    | 1.       |
| Források: |                               |                             |       |                |            |           |           |           |               |           |           |           |                |              |           |             |           |           |             |           |           |           |                         |        |          |

† Nem ért célba, de teljesítette a versenytáv 90 százalékát, ezért rangsorolták

## Fordítás
Ez a szócikk részben vagy egészben  a   Mercedes F1 W06 Hybrid című angol Wikipédia-szócikk ezen változatának fordításán alapul.  Az eredeti cikk szerkesztőit annak laptörténete sorolja fel. Ez a jelzés csupán a megfogalmazás eredetét és a szerzői jogokat jelzi, nem szolgál a cikkben szereplő információk forrásmegjelöléseként.

## Forráshivatkozások
1. ↑  Lewis Hamilton and Mercedes announce three-year new F1 deal - F1 news - AUTOSPORT.com. web.archive.org, 2015. május 22. [2015. május 22-i dátummal az eredetiből archiválva]. (Hozzáférés: 2021. november 24.)
2. ↑  Mercedes-AMG Petronas Formula One Team (angol nyelven). www.mercedesamgf1.com. (Hozzáférés: 2021. november 24.)
3. ↑  Hybrid update for Mercedes' car name (angol nyelven). Formula 1® - The Official F1® Website. (Hozzáférés: 2021. november 24.)
4. ↑  Video: Why the Mercedes was the dominant F1 car of 2014 and how they made it faster // F1 News // James Allen on F1 – The official James Allen website on F1. web.archive.org, 2016. január 23. [2016. január 23-i dátummal az eredetiből archiválva]. (Hozzáférés: 2021. november 24.)
5. ↑  Mercedes F1 W06 Hybrid - reconfigured front suspension. web.archive.org, 2016. január 23. [2016. január 23-i dátummal az eredetiből archiválva]. (Hozzáférés: 2021. november 24.)
6. ↑  Mercedes F1 W06 Hybrid - revised front wing. web.archive.org, 2016. január 23. [2016. január 23-i dátummal az eredetiből archiválva]. (Hozzáférés: 2021. november 24.)
7. ↑  Mercedes F1 W06 Hybrid - cut rear wing. web.archive.org, 2016. január 23. [2016. január 23-i dátummal az eredetiből archiválva]. (Hozzáférés: 2021. november 24.)
8. ↑  Mercedes F1 W06 Hybrid - new sidepod air inlet. web.archive.org, 2016. január 23. [2016. január 23-i dátummal az eredetiből archiválva]. (Hozzáférés: 2021. november 24.)
9. ↑  Mercedes F1 W06 Hybrid - Montreal engine cover. web.archive.org, 2016. január 23. [2016. január 23-i dátummal az eredetiből archiválva]. (Hozzáférés: 2021. november 24.)
10. ↑  Development blog » Aerodynamics - F1technical.net. www.f1technical.net. (Hozzáférés: 2021. november 24.)
11. ↑  Pre-season testing in numbers - who went fastest, and furthest (angol nyelven). Formula 1® - The Official F1® Website. (Hozzáférés: 2021. november 24.)
12. ↑  GmbH, Perform Media Deutschland: Knackt Mercedes Ferraris Uralt-Rekord? (német nyelven). www.spox.com, 2015. július 2. (Hozzáférés: 2021. november 24.)
13. ↑  The 2015 season in numbers (angol nyelven). Formula 1® - The Official F1® Website. (Hozzáférés: 2021. november 24.)
14. 1 2 3 4  Analysis: Was Mercedes' 2015 season the most dominant ever? (angol nyelven). www.motorsport.com. (Hozzáférés: 2021. november 24.)
15. ↑  All championship race entries, in a Mercedes F1 W06 Hybrid. ChicaneF1. (Hozzáférés: 2021. szeptember 17.)Mercedes F1 W06. StatsF1. (Hozzáférés: 2021. szeptember 17.)2015 Formula One season – Constructors' Championship. Fédération Internationale de l'Automobile. [2015. december 2-i dátummal az eredetiből archiválva]. (Hozzáférés: 2016. október 19.)